# El Rosario, Ensenada
El Rosario är en ort i Mexiko.   Den ligger i kommunen Ensenada och delstaten Baja California, i den nordvästra delen av landet, 2 000 km nordväst om huvudstaden Mexico City. El Rosario ligger 31 meter över havet och antalet invånare är 1 704.
Terrängen runt El Rosario är kuperad åt nordost, men åt sydväst är den platt. El Rosario ligger nere i en dal. Runt El Rosario är det glesbefolkat, med 8 invånare per kvadratkilometer. El Rosario är det största samhället i trakten. Omgivningarna runt El Rosario är i huvudsak ett öppet busklandskap.